# Enzo Guebey
Enzo Guebey, né le 6 mai 1999 à Sallanches en France, est un joueur de hockey sur glace professionnel français à licence suisse. Il évolue avec le HC Davos en National League.

## Biographie

### Carrière en club
Enzo Guebey effectue sa formation dans le mouvement juniors du Genève-Servette Hockey Club. Il effectue ses premiers matchs en National League au sein de ce même club lors de la saison 2017-2018.
Au fil des années suivantes, il alterne entre la National league et la Swiss League évoluant successivement au sein de divers clubs tels que le HC Sierre, HC La Chaux-de-Fonds et HCB Ticino Rockets,.
En 2018, il subit une importante blessure au niveau du genou, exigeant une intervention chirurgicale. Cette blessure l'éloigne des patinoires la majeure partie de la saison,.
En 2021, il quitte le Genève-Servette pour rejoindre les ZSC Lions. Au cours de ses saisons avec les ZSC Lions, il participe à des rencontres en National League, ainsi qu'avec leur équipe affiliée en deuxième division, les GC Küsnacht Lions.
Joueur français sous licence suisse, il ne joue aucun match sous les couleurs des ZSC Lions en National League lors de la saison 2023-2024 : fin octobre, le club décide de le prêter au HC Davos pour une durée de deux matchs, où il inscrit un but dès sa première apparition sous ses nouvelles couleurs. Le club grison décide de le conserver jusqu'à la fin de la saison et de lui octroyer un contrat de deux ans,.

### Carrière internationale
La première compétition à laquelle il participe est le championnat du monde moins de 18 ans en 2015 avec la France, où il obtient la médaille de bronze. Il participe à cette compétition à nouveau en 2016 et en 2017 où il obtient la médaille d'or. Il prend ensuite part aux championnats du monde des moins de 20 ans en 2017 et en 2018. Il a disputé les championnats du monde avec l'équipe de France en 2022, 2023, 2024 et 2025

## Statistiques

### En club

#### Championnat
| Saison     | Équipe                 | Ligue            |     | Saison régulière | Saison régulière | Saison régulière | Saison régulière | Saison régulière |   | Séries éliminatoires | Séries éliminatoires | Séries éliminatoires | Séries éliminatoires | Séries éliminatoires |
| Saison     | Équipe                 | Ligue            | PJ  | B                | A                | Pts              | Pun              | PJ               | B | A                    | Pts                  | Pun                  |                      |                      |
| 2014-2015  | Genève-Servette HC U20 | Juniors Élites A | 2   | 0                | 1                | 1                | 0                | -                | - | -                    | -                    | -                    |                      |                      |
| 2015-2016  | Genève-Servette HC U20 | Juniors Élites A | 32  | 3                | 7                | 10               | 32               | 2                | 0 | 0                    | 0                    | 2                    |                      |                      |
| 2016-2017  | Genève-Servette HC U20 | Juniors Élites A | 42  | 7                | 19               | 26               | 67               | 8                | 2 | 4                    | 6                    | 4                    |                      |                      |
| 2017-2018  | Genève-Servette HC U20 | Juniors Élites A | 35  | 12               | 18               | 30               | 84               | 9                | 4 | 2                    | 6                    | 18                   |                      |                      |
| 2017-2018  | Genève-Servette HC     | NL               | 16  | 0                | 0                | 0                | 2                | -                | - | -                    | -                    | -                    |                      |                      |
| 2017-2018  | HC La Chaux-de-Fonds   | SL               | 1   | 0                | 0                | 0                | 0                | -                | - | -                    | -                    | -                    |                      |                      |
| 2018-2019  | HC La Chaux-de-Fonds   | SL               | 6   | 0                | 3                | 3                | 2                | -                | - | -                    | -                    | -                    |                      |                      |
| 2019-2020  | Genève-Servette HC U20 | U20 Élites       | 6   | 2                | 4                | 6                | 2                | 2                | 0 | 0                    | 0                    | 0                    |                      |                      |
| 2019-2020  | Genève-Servette HC     | NL               | 3   | 0                | 0                | 0                | 2                | -                | - | -                    | -                    | -                    |                      |                      |
| 2019-2020  | HC Sierre              | SL               | 30  | 2                | 2                | 4                | 24               | 4                | 1 | 1                    | 2                    | 2,                   |                      |                      |
| 2020-2021  | Genève-Servette HC     | NL               | 25  | 1                | 2                | 3                | 29               | 11               | 0 | 1                    | 1                    | 4                    |                      |                      |
| 2020-2021  | HCB Ticino Rockets     | SL               | 16  | 0                | 2                | 2                | 6                | -                | - | -                    | -                    | -                    |                      |                      |
| 2021-2022  | ZSC Lions              | NL               | 46  | 0                | 4                | 4                | 6                | 1                | 0 | 0                    | 0                    | 0                    |                      |                      |
| 2021-2022  | GCK Lions              | SL               | 14  | 0                | 6                | 6                | 8                | 6                | 1 | 0                    | 1                    | 6                    |                      |                      |
| 2022-2023  | ZSC Lions              | NL               | 10  | 0                | 0                | 0                | 0                | 1                | 0 | 0                    | 0                    | 0                    |                      |                      |
| 2022-22023 | GCK Lions              | SL               | 36  | 4                | 6                | 10               | 26               | 11               | 0 | 1                    | 1                    | 8                    |                      |                      |
| 2023-2024  | GCK Lions              | SL               | 13  | 2                | 0                | 2                | 6                | -                | - | -                    | -                    | -                    |                      |                      |
| 2023-2024  | HC Davos               | NL               | 36  | 3                | 7                | 10               | 29               | 7                | 0 | 0                    | 0                    | 4                    |                      |                      |
| 2024-2025  | HC Davos               | NL               | 46  | 0                | 1                | 1                | 14               | 10               | 0 | 0                    | 0                    | 6                    |                      |                      |
| Totaux NL  | Totaux NL              | Totaux NL        | 182 | 4                | 14               | 18               | 82               | 29               | 0 | 1                    | 1                    | 14                   |                      |                      |

#### Tournoi
| Saison    | Équipe                   | Compétition         |   | PJ | B | A | Pts | Pun                |  | Résultat |
| 2011-2012 | Sélection Suisse Romande | TIHPQ               | 3 | 0  | 1 | 1 | 2   |                    |  |          |
| 2017-2018 | Genève-Servette HC       | Coupe de Suisse     | 1 | 0  | 0 | 0 | 0   | Quart de finale    |  |          |
| 2018-2019 | HC La Chaux-de-Fonds     | Coupe de Suisse     | 1 | 0  | 0 | 0 | 0   | Huitième de finale |  |          |
| 2019-2020 | Genève-Servette HC       | Coupe de Suisse     | 1 | 0  | 0 | 0 | 0   | Huitième de finale |  |          |
| 2020-2021 | Genève-Servette HC       | Coupe de Suisse     | 2 | 0  | 0 | 0 | 0   | Demi-Finale        |  |          |
| 2021-2022 | ZSC Lions                | Ligue des Champions | 7 | 0  | 0 | 0 | 0   | Huitième de finale |  |          |
| 2022-2023 | ZSC Lions                | Ligue des Champions | 4 | 0  | 0 | 0 | 4   | Huitième de finale |  |          |
| 2023      | HC Davos                 | Coupe Spengler      | 4 | 0  | 0 | 0 | 0   | Vainqueur          |  |          |

### En équipe nationale
| Année | Équipe     | Compétition                 |                        | PJ                     | B                      | A                      | Pts                    | Pun                         |  | Résultat |
| 2015  | France U18 | Championnat du monde U18    | 5                      | 0                      | 1                      | 1                      | 8                      | 3e place de la Division IA  |  |          |
| 2016  | France U18 | Championnat du monde U18    | 5                      | 1                      | 3                      | 4                      | 10                     | 4e place de la Division IA  |  |          |
| 2017  | France U18 | Championnat du monde U18    | 5                      | 1                      | 1                      | 2                      | 0                      | 1er place de la Division IA |  |          |
| 2017  | France U20 | Championnat du monde junior | 5                      | 1                      | 1                      | 2                      | 6                      | 3e place de la Division IA  |  |          |
| 2018  | France U20 | Championnat du monde junior | 5                      | 1                      | 1                      | 2                      | 22                     | 4e place de la Division IA  |  |          |
| 2022  | France     | Championnat du monde        | 3                      | 0                      | 0                      | 0                      | 0                      | 12e place                   |  |          |
| 2023  | France     | Championnat du monde        | 6                      | 0                      | 0                      | 0                      | 0                      | 12e place                   |  |          |
| 2024  | France     | Championnat du monde        | 3                      | 0                      | 1                      | 1                      | 2                      | 14e place                   |  |          |
| 2025  | France     | Championnat du monde        | Compétition en cours ? | Compétition en cours ? | Compétition en cours ? | Compétition en cours ? | Compétition en cours ? | Compétition en cours ?      |  |          |

## Trophées et honneurs personnels
- Vainqueur de la Coupe Spengler 2023 avec le HC Davos